# Firma de abogados
Un bufete de abogados, firma de abogados, despacho de abogados o estudio jurídico es una entidad empresarial formada por uno o más abogados para ejercer la abogacía. El principal servicio prestado por un bufete de abogados es asesorar a los clientes (particulares o empresas) sobre sus derechos y responsabilidades legales, y representar a los clientes en casos civiles o penales, transacciones comerciales y otros asuntos en los que se solicita asesoramiento jurídico y otro tipo de asistencia.
Estos negocios pueden adoptar diversas formas jurídicas, como Sociedad Limitada (SL), Sociedad Limitada Profesional (SLP), Sociedad Anónima (SA) o Comunidad de Bienes (CB).

## Dimensiones
Con respecto a su tamaño, y dependiendo del volumen de la economía y de la cantidad de habitantes de cada país, pueden clasificarse en grandes, medianos y pequeños, aunque ello varíe sustancialmente entre países. Por ejemplo, en los Estados Unidos de América existen muchos estudios nacionales grandes de más de 500 abogados. Por otro lado, en países como Argentina, Colombia, Chile o Perú, los estudios grandes son aquellos de más de 50 abogados. También puede distinguirse entre estudios de abogados full service, de especialidades y de nicho o boutiques. El mismo ejercicio puede aplicarse a casi todado y con varias firmas con más de 300 abogados. Ahora bien, producto de la globalización de la economía, hace ya más de 30 años que están apareciendo cada vez más estudios transnacionales, de más de 1.000 abogados y con operaciones en decenas de países, llegando ya el más grande de ellos a contar con más de 10.000 abogados (Dentons).

## Servicios y áreas de trabajo
Una de las principales características de los estudios de abogados contemporáneos es su enfoque multidisciplinario, que muchas veces les permite ofrecer servicios legales en todas o la mayoría de las áreas del derecho. Si bien esto puede representar una enorme fortaleza, el gran desafío de los estudios de abogados que crecen ofreciendo múltiples servicios, es el de poder combinar ese gran alcance con una igual calidad en todas sus áreas de práctica. Asimismo, el lograr que las diferentes especialidades dialoguen entre sí y no se conviertan en sectores aislados, abordando cada materia desde un enfoque ad hoc que incorpore a distintas áreas. Otra característica importante es la creciente profesionalización de los estudios, lo que ha redundado en tremendas eficiencias y también en un incremento enorme en la competencia entre ellos. Además de abogados, hoy los estudios jurídicos suelen contar con un equipo de administración profesional que guía la empresa en todos los asuntos relacionados con su gestión, facturación, marketing, comunicaciones, recursos humanos, investigación, informática y otros. Particularmente importante es el apoyo de software cada vez más especializado que agiliza los procedimientos internos, inclusive con la aparición de los primeros usos de inteligencias artificiales en 2015.
Las firmas de abogados muy grandes, por lo general proveen servicios en muchas de las siguientes áreas:
- Arbitraje
- Mercados de capital
- Competencia y regulaciones
- Construcción
- Consultoría corporativa
- Derecho penal
- Gestión corporativa
- Empleo y beneficio de empleados
- Energía, Infraestructura y Medio Ambiente
- Finanzas y reestructuraciones
- Instituciones financieras
- Regulación de mercados financieros
- Insolvencia
- Seguros
- Propiedad intelectual
- Comercio internacional
- Gestión de inversiones
- Litigación
- Fusiones y compras
- Pensiones
- Privacidad y seguridad de datos
- Capital privado
- Bienes raíces
- Regulatory & Criminal Enforcement
- Litigación ante la Corte Suprema
- Impuestos
- Tecnología, Media & Telecom

## Modelo societario
Lo usual en estas firmas es que a medida que los abogados ganan experiencia y confianza, ascienden en la jerarquía de la empresa hasta conseguir ser socios o miembros de un grupo interno de dirección. En el caso de que el abogado pase a formar parte de la Sociedad y logre tener un porcentaje del Capital social de la empresa sus ingresos estarán vinculados con los ingresos de la compañía. Los socios no son solamente los dueños del capital, de la empresa y sus beneficios, sino que además administran la empresa y son los principales generadores de clientes y recursos, en algo que constituye un desafío organizacional. En el caso de los estudios jurídicos más grandes, suelen encontrarse diversos órganos directivos integrados por socios, y la figura del socio de administrador cobra cada vez más fuerza.
Las firmas de abogados suelen escoger tipos societarios diferentes de los habituales (sociedad anónima o sociedad de responsabilidad limitada) y muchas veces optan por opciones menos reguladas, como la sociedad colectiva o sociedad comanditaria. Sin embargo de ello, existen ya los primeros estudios de abogados listados en una bolsa de comercio, en Australia y en Inglaterra. Del mismo modo, la adopción de estructuras que limiten la responsabilidad de los estudios de abogados es creciente, particularmente debido a los volúmenes de dinero e información entre los cuales se mueven, lo que ha llevado a numerosas demandas por responsabilidad profesional. De la misma manera, ha crecido en el tiempo la contratación de seguros de responsabilidad civil por parte de los estudios jurídicos.

## Funcionamiento
En este tipo de entidades, para la categorización del abogado según su grado de experiencia, se suelen utilizar nombres como socio (caso de los propietarios de la firma); asociados o asociados sénior (caso de abogados especialistas con o sin participación en las ganancias pero sin derechos políticos o bien abogados externos que prestan sus servicios a la firma en casos especiales); "junior" (caso de los abogados con menor experiencia y que se encuentran subordinados a los socios o "senior"). También se consideran categorías especiales como directores, of counsels o consejeros, pero estos términos varían en su significado.
La utilidad de este tipo de colectivos, es que respecto al cliente o usuario, este puede acceder a un grupo de abogados que manejan distintas áreas del Derecho con algún mayor o menor grado de especialización. Sin embargo, a su vez tiene como consecuencia la despersonalización de la labor desempeñada por el abogado, ya que este no conoce de forma integral los casos del cliente, sino sólo aquellos que por área de conocimiento o dedicación aborda. Este problema está tendiendo a ser remediado, justamente por la enorme profesionalización de los estudios, además de la implementación del trabajo colaborativo y multidisciplinario.
Desde el punto de vista práctico, por la gran infraestructura que se requiere para el mantenimiento de un equipo de abogados grandes, los costes fijos aumentan sustancialmente, aunque este efecto es atenuado por las importantes economías de escala que se pueden alcanzar. Se ha criticado que la atención y destinación de los asuntos tratados, en la mayoría de los casos recae en abogados con poca experiencia, terminando en manos de los abogados júnior, asunto que también ha sido analizado y mejorado continuamente, estructurando equipos de trabajo liderados por socios y asistidos por abogados sénior y júnior. En cualquier caso, este último problema dice mayormente relación con los estudios de abogados que realizan mucho trabajo del tipo commodity, pues en el caso de asuntos de alta complejidad, no es posible que los abogados más jóvenes queden a cargos de esos temas.